# Шаматан
Шаматан (узб. Shamaton / Шаматон) — посёлок городского типа, расположенный на территории Шахрисабзского района Кашкадарьинской области Республики Узбекистан.

Статус посёлка городского типа с 2009 года.